# Сер Джон Моріс

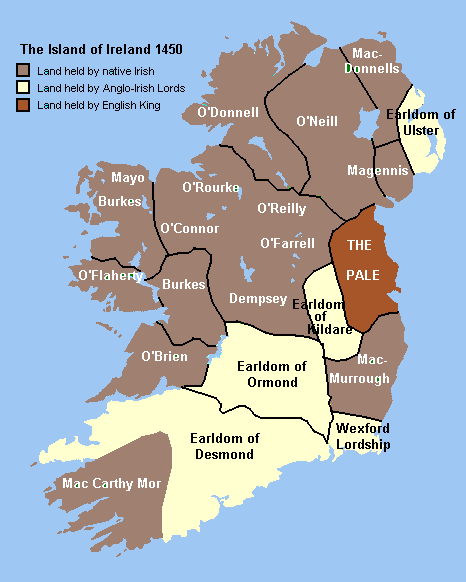
Ірландія в середні віки. Показані англійські володіння, володіння графів Ормонд та Фіцджеральд, володіння незалежних ірландських кланів та королівств.

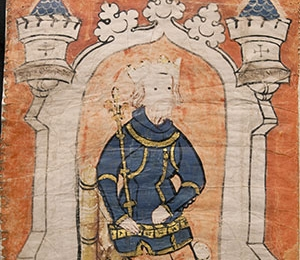
Сторінка з манускрипта Вотерфордської хартії – зображення короля Едуарда ІІІ, у цій же хартії є портрет Джона Моріса.

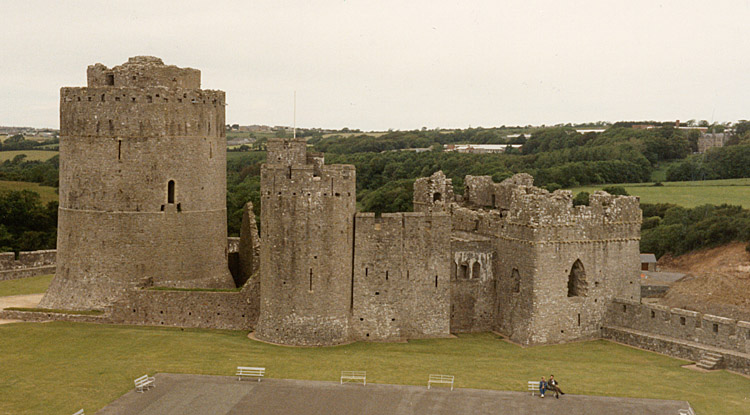
Замок Пемброк.

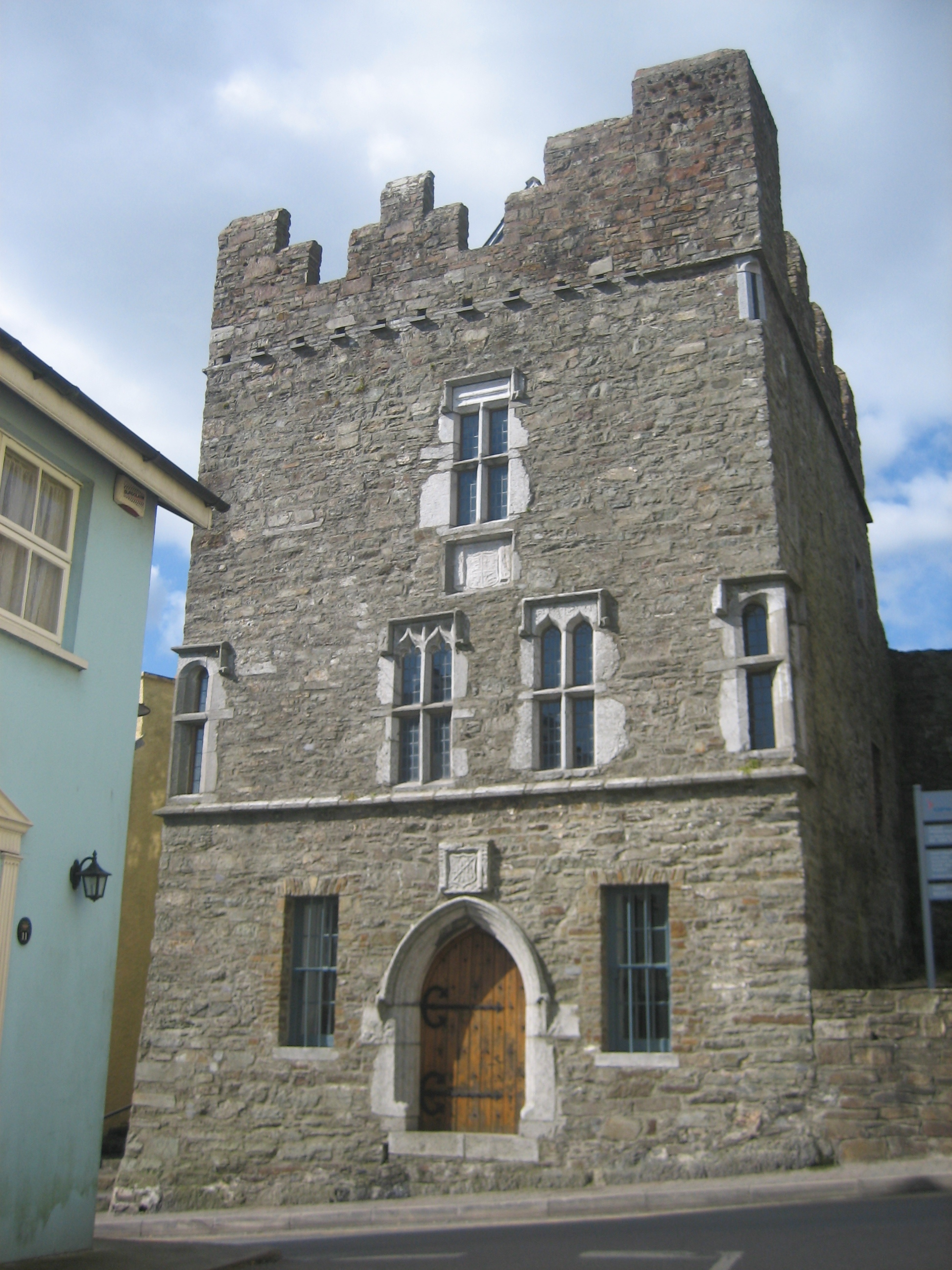
Замок графів Десмонд в Кінсейлі.

Сер Джон Моріс (англ. Sir John Morice) (помер у 1362 р.) — він же Джон Морріс, Джон Моріз — відомий ірландський державний діяч, юрист, суддя англійського походження. Лорд-канцлер Ірландії. Його пам’ятають головним чином за його спроби реформувати ірландську державну адміністрацію (звісно, на територіях, які контролювала Англія, де існувало «королівство Ірландія», яке очолював король Англії). Зберігся навіть його портрет, що вважається найдавнішим зображенням ірландського судді. 

## Життєпис

### Ранні роки – початок кар’єри
Джон Моріс народився в Бедфордширі, Англія. Кажуть, що його родина була шляхетною, мала хороший і багатий маєток, але не мала впливових політичних зв’язків [1]. Джон Моріс почав свою кар’єру на службі у могутнього англо-французького аристократа Аймера де Валанса, ІІ  графа Пемброк, і служив йому з перервами до смерті Пемброка в 1324 році. У 1313 році він був помилуваний короною Англії щодо його прихильності до вбивць королівського фаворита Пірса Гевестона [2]. Він був лицарем графства Бедфордшир, був депутатом парламенту Англії 1322 року [1]. Вперше про нього почули в Ірландії в 1324 році в оточенні юстиціарія Ірландії Джона Дарсі, І барона Дарсі де Кнайта. Сам Джон Моріс кілька разів обіймав посади юстиціарія та заступника юстиціарія Ірландії, а також на короткий час був лорд-канцлером Ірландії в 1345 - 1346 роках [1]. Історик Сміт писав, що Джону Морісу довелося поїхати в Кілмаллок, щоб представити свій ордер на посаду лорд-канцлера Ірландії Таємній Раді Ірландії. Джон Моріс також володів посадою ешеатора Ірландії з 1329 по 1336 рік і брав участь у низці спеціальних комісій в Англії, переважно у своєму рідному Бедфордширі [4]. Таємна Рада Ірландії наказала йому виплатити 100 марок за його витрати на державні потреби в 1344 році. Він був посвячений у лицарі до 1342 року (лицар парламенту на той час не завжди отримував цю честь) [6]. У 1343 році як заступник юстиціарія Ірландії він реалізував надання громадянам Дубліна на п’ять років права брукування, тобто права стягувати мито за мощення вулиць в місті [7]. 

### Реформатор
Будучи юстиціарієм Ірландії Джон Моріс отримав від короля Англії доручення здійснити  амбітну програму реформ державного управління в Ірландії, яка була викликана численними скаргами на неналежне управління, скаргами на корупцію державних посадовців в Ірландії [4]. Програма була втілена в двох королівських ордонансах 1341 року [2]. Це включало ретельне розслідування всіх аспектів королівської адміністрації, розслідування звинувачень у корупції, скасування непотрібних королівських офісів, повну заміну ірландських державних службовців англійцями, переважно людьми з заможними та землевласниками, негайне стягнення всіх боргів Корони та відновлення всіх грантів коронних земель з 1307 року (хоча це супроводжувалося обіцянкою справедливої компенсації для тих, хто був позбавлений своїх земель) [2].
Програма була описана як «цілком нереалістична і значною мірою непрактична» [4]. Коли Джон Моріс надіслав спотворений звіт про пропозицію скасувати коронні гранти до казначейства, це викликало шалену ворожість англо-ірландських аристократів та землевласників, особливо тому, що незрозумілим чином Джон Моріс не зміг оприлюднити обіцянку компенсації [2]. Йому не вистачало ані здібностей, ані статусу, щоб протистояти організованій опозиції, і його звільнення багатьох ірландських чиновників просто залишило його ізольованим, а адміністрацію в хаосі. Дві сесії парламенту Ірландії, в Дубліні та Кілкенні, чітко заявили про свою опозицію до його реформ, і депутати парламенту Ірландії надіслали потоки петицій королю Едуарду III з протестами проти реформ. Король, правильно оцінивши суспільні настрої, швидко скасував ордонанси, які втілювали цю програму. Він продовжив звільнення більшої частини ірландської адміністрації, крім самого Джона Моріса, який зберіг певну прихильність, хоча його авторитет був серйозно ослаблений.
Його призначення було описано як помилка, якої не було б зроблено в більш спокійні часи: незважаючи на його тривалий досвід служіння Короні Англії, він був дуже другосортною людиною, якій бракувало впливових родинних зв’язків і не мав видатних талантів [8]. В Ірландії багато людей його не любили, а іноді відверто ненавиділи. 

### Військові кампанії
Повна відсутність у Джона Моріса військових здібностей, необхідних навичок для будь-якого судового процесу того часу, некомпетентність на посаді судді стала причиною багатьох різких коментарів з боку англо-ірландської аристократії [8]. Незважаючи на це, він здійснив низку військових експедицій проти незалежних ірландських кланів, які загрожували англійській колонії Пейл в Ірландії, здійснив військові походи в графство Міт, а також проти незалежного ірландського клану Мак Мурроу-Каванах, королів Лейнстера. Були також проблеми з англо-ірландською шляхтою дворянством: сер Рістерд де Туїт (нащадок одного з перших англо-нормандських поселенців, який прибув до Ірландії разом з Г’ю де Лейсі, лордом Міт) був заарештований за підозрою в «державній зраді». Набагато могутніший ворог, Моріс Фітцджеральд, І граф Десмонд, також був ув’язнений за звинуваченням у повстанні, а його землі були конфісковані: Джон Моріс був призначений сенешалем цих конфіскованих земель. Зрештою граф Десмонд був помилуваний і повернув свої землі [4]. У 1346 році Моріс, як заступник юстиціарія Ірландії, організував звільнення Моріса Фіцджеральда, IV графа Кілдер, що був ув’язнений за підозрою в змові з графом Десмондом. У тому ж році він відвідав Вестмінстер, щоб поспілкуватися з королем Англії та Ірландії.
Навесні 1346 року юстиціарій Ірландії, сер Ральф д’Аффорд, був настільки хворий, що його життя було не межі завершення (здається, хвороба була тривалою) [9]. Моріс, його заступник, був присутній королівській раді. Король надіслав послання Джону Морісу, як заступнику юстиціарія з інструкціями, з вимогою передати їх юстиціарію, але додав зловісний коментар «якщо він дістанеться до нього живим» [9]. Малоймовірно, що Джон Моріс дістався до Ральфа Д’Аффорда, поки він був живий, оскільки той помер у Кілмейнхемі поблизу Дубліна 9 квітня того ж року. Джон Моріс змінив його на посаді юстиціарія Ірландії на деякий час.
У серпні того ж року король Англії наказав Джону Морісу провести інквізицію від імені «гідного джентльмена» графства Вотерфорд і графства Тіпперері щодо всіх скоєних там злочинів і посягань [9]. Ближче до кінця року його знову викликали до Англії [9]. 

### Відкликання
Незважаючи на добрі наміри, з якими Джон Моріс прибув до Ірландії, його уряд, його посади = лорд-канцлера та юстиціарія, явно не мали успіху: один історик назвав його другосортним державним службовцем, якому ніколи не слід було давати високу посаду, і його поводження з програма реформ була катастрофічно недолугою [8]. Зберігся жалібний лист, написаний ним до влади англійської корони, у якому він скаржився на порушення спокою, високу ціну на зерно та ворожість населення до нього, а також запитував, чи має він право взагалі виконувати обов’язки канцлера, оскільки ордер на його призначення був виданий, але не прийшов [4].
Джон Моріс був відкликаний до Англії в 1349 році. Він помер в Англії у 1362 році. Він двічі одружувався і мав принаймні одного сина Джона – такого ж невдаху як і його батько [2].

### Портрет
Портрет Джона Моріса зображено в Вотерфордській грамоті 1372 – 1373 років: це, як кажуть, найдавніший портрет ірландського чи англійського судді. Портрет мав політичну мету, оскільки Джон Моріс виніс рішення, яке підтверджувало привілеї порту Вотерфорд: головною метою Хартії було отримати Королівську прихильність Вотерфорду за рахунок міста Нью-Росс, і зокрема зберегти його статус королівського порту, що надавало йому право стягувати мито. Рукопис Хартії зараз виставлений на загальний огляд у Вотерфордському музеї скарбів.